# سیارک ۱۲۲۲۵
سیارک ۱۲۲۲۵ (به انگلیسی: 12225 Yanfernandez، نامگذاری:1985PQ) دوازده هزار و دویست و بیست و پنجمین سیارک کشف شده‌است که در ۱۴ اوت ۱۹۸۵ کشف شد.